# Vụ hỏa hoạn quán karaoke ở Bình Dương 2022
Ngày 6 tháng 9 năm 2022, một vụ hỏa hoạn đã xảy ra tại một quán karaoke ở phường An Phú, thành phố Thuận An, tỉnh Bình Dương, Việt Nam. Những người sống sót đã nhảy qua cửa sổ tầng hai. Đây là một trong những vụ hỏa hoạn thảm khốc nhất trong lịch sử Việt Nam và là vụ hỏa hoạn kinh hoàng nhất tại quốc gia này kể từ năm 2002 đến thời điểm bấy giờ, với 32 người chết được xác định tính đến ngày 11 tháng 9 năm 2022.

## Bối cảnh
Quán karaoke An Phú được xây dựng từ năm 2016, do ông Lê Anh Xuân làm chủ sở hữu, kinh doanh theo hình thức hộ gia đình. Quán ngụ tại số nhà 166C, khu phố 1A, phường An Phú, thành phố Thuận An, tỉnh Bình Dương, phục vụ kinh doanh karaoke 30 phòng, nhưng trên thực tế hoạt động 30 phòng. Quán được xây dựng trên diện tích đất 578,52m2, với tổng diện tích xây dựng là 500 m2, với kết cấu 3 tầng. Tổng diện tích sàn của quán là 1.500 m2. Phần tường, cột và mái được xây dựng bằng bê tông cốt thép. Quán có 2 lối thoát hiểm, một lối dẫn lên tầng thượng và một lối dẫn ra ngoài.
Cơ sở này có một số giấy chứng nhận về thiết kế phòng cháy chữa cháy và giấy phép kinh doanh theo quy định. Từ năm 2019 đến năm 2022, quán bị kiểm tra hành chính 5 lần, với tổng mức phạt 35 triệu đồng về các hành vi như hoạt động quá giờ quy định, không cung cấp biển tên cho người lao động.

## Diễn biến
Vào lúc 20 giờ 30 phút, ngày 6 tháng 9 năm 2022 (GMT+7), một vụ hỏa hoạn xảy ra tại quán karaoke An Phú trên đường Trần Quang Diệu, phường An Phú, thành phố Thuận An, tỉnh Bình Dương. Khi phát hiện khói bốc lên, bốn người trong phòng đã chạy ra báo cháy. Nhân viên của quán ngay lập tức kêu gọi khách thoát ra ngoài và dùng bình chữa cháy dập lửa. Tuy nhiên một số người do say xỉn không tỉnh táo nên đã kéo nhân viên vào phòng để tiếp tục hát. Một số người đã thoát ra ngoài kịp thời, trong khi số còn lại bị mắc kẹt lại bên trong quán dẫn đến tử vong. Vào thời điểm vụ cháy xảy ra, quán karaoke có 5 phòng hát đang hoạt động với khoảng 60 người có mặt.
Bước đầu ghi nhận, tổng số người chết được xác định là 12 người, trong đó 40 người bị thương phải nhập viện cấp cứu. Đến trưa 7 tháng 9, số người chết được xác định là 14 người. Đến chiều cùng ngày, thêm 9 thi thể được tìm thấy, nâng tổng số người chết lên con số 23. Trong đó nhiều thi thể đã bị cháy đen. Tối ngày 7 tháng 9, số người tử vong được xác định là 32 người. Theo một số cơ quan truyền thông đưa tin thì đến sáng ngày 8 tháng 9 thì có thêm 1 người tử vong tại bệnh viện, nâng tổng số người chết lên 33. Tuy nhiên thông tin chính thức của nhà chức trách là 32 người thiệt mạng. Nhà chức trách cũng yêu cầu các cơ quan báo chí tại Việt Nam đính chính số liệu chính thức một cách thống nhất.
Tại thời điểm xảy ra vụ hỏa hoạn, đám cháy bùng lên cao khiến nhiều người bị mắc kẹt phải nhảy xuống từ tầng thượng. Theo lời kể của một số nhân viên của quán, khi đám cháy bùng phát, cảnh tượng rất hỗn loạn. Một vài người trong số đó bị ngạt khói. Sau đó họ đã chạy lên sân thượng tìm sự hỗ trợ. Trong số những người chết, có 8 người được phát hiện trong toilet.

## Hoạt động cứu hộ

### Cứu hộ
Sau khi nhận được tin báo cháy, Công an tỉnh Bình Dương đã điều động lực lượng gồm 13 xe chữa cháy và 70 nhân viên cứu hỏa đến hiện trường thực hiện công tác cứu hộ cứu nạn. Lực lượng cứu hỏa sau đó đã triển khai đội hình xe thang chữa cháy và cứu sống 22 người mắc kẹt trên sân thượng. Giám đốc Công an tỉnh Bình Dương Đại tá Trịnh Ngọc Quyên đã trực tiếp đến hiện trường chỉ đạo vụ việc. Công tác dập lửa và cứu hộ được tiến hành xuyên suốt trong đêm 6 tháng 9. Lực lượng chức năng cũng dùng biện pháp đục tường để chữa cháy. Sáng ngày 7 tháng 9, những thi thể đầu tiên được đưa ra ngoài. Lực lượng phòng cháy chữa cháy Thành phố Hồ Chí Minh PC07 sau đó cũng có mặt để chi viện. Công tác cứu hộ cứu nạn hoàn tất vào 21 giờ cùng ngày khi xác của những người tử nạn cuối cùng được đưa ra khỏi hiện trường.

### Cứu trợ
Ngày 7 tháng 9, Chủ tịch UBND thành phố Thuận An Nguyễn Thanh Tâm và các lãnh đạo địa phương đã đến thăm hỏi những người gặp nạn và gia đình của họ. Chính quyền thành phố quyết định hỗ trợ bước đầu mỗi người bị thương 5 triệu đồng và mỗi gia đình có nạn nhân tử vong 30 triệu đồng. Phó Thủ tướng Vũ Đức Đam cũng đến bệnh viện thăm và tặng quà các nạn nhân trong vụ hỏa hoạn. Trung ương Hội Chữ thập đỏ Việt Nam, Hội Chữ thập đỏ Bình Dương và Hội Chữ thập đỏ các cấp đã hỗ trợ tổng cộng 749 triệu đồng cho các nạn nhân trong vụ hỏa hoạn.

## Phản ứng

### Chính phủ Việt Nam
Ngay sau vụ việc, Chủ tịch nước CHXHCN Việt Nam Nguyễn Xuân Phúc đã gửi lời chia buồn đến người thân những người bị nạn, đồng thời đề nghị Chính phủ chỉ đạo Bộ Công an, các bộ ngành liên quan cùng tỉnh Bình Dương tổ chức thăm hỏi hỗ trợ gia đình người bị nạn và tiến hành khắc phục hậu quả, khẩn trương điều tra nguyên nhân vụ việc. Thủ tướng Chính phủ nước CHXHCN Việt Nam Phạm Minh Chính cũng gửi lời chia buồn đến gia đình những người trong vụ cháy, đồng thời có công điện gửi đến Bộ trưởng Bộ Công an, các chủ tịch UBND các địa phương yêu cầu xử lý vụ việc. Bộ Công an Việt Nam có kế hoạch phối hợp chính quyền địa phương trên cả nước kiểm tra, rà soát các cơ sở có nguy cơ cháy cao.

### Chính quyền địa phương
Ngày 8 tháng 9 năm 2022, Phó Chủ tịch UBND tỉnh Bình Dương Mai Hùng Dũng và Trưởng ban Tuyên giáo tỉnh Bình Dương Trương Thị Bích Hạnh đã đại diện chính quyền tỉnh tổ chức buổi họp báo về vụ hỏa hoạn tại quán karaoke An Phú.

## Điều tra
Quá trình điều tra nguyên nhân vụ cháy được tiến hành ngay sau vụ việc. Công tác khám nghiệm hiện trường, khám nghiệm tử thi được tiến hành từ ngày 7 tháng 9. Nguyên nhân ban đầu được xác định là do chập điện. Hiện trường vụ cháy bị phong tỏa trong phạm vi 500 mét. Người dân ra vào khu phong tỏa đều bị kiểm soát. Ngày 8 tháng 9, cơ quan điều tra tỉnh Bình Dương đã khởi tố vụ án Vi phạm quy định về phòng cháy, chữa cháy theo Điều 313 Bộ luật Hình sự. Theo thông tin ban đầu thì lửa bùng lên từ phòng 303 của quán karaoke An Phú, tuy nhiên trong quá trình điều tra, qua trích xuất camera, cơ quan công an xác định vụ cháy xuất phát từ tầng 2 của quán karaoke này.
Viện Khoa học hình sự, Bộ Công an tại Thành phố Hồ Chí Minh kết luận nguyên nhân vụ cháy là do chập mạch điện đường dây điện trên trần la phông qua khu vực trước phòng 204, phòng 206, sau đó cháy lan ra và gây cháy lớn ở các phòng tầng 2 và 3. Nguyên nhân làm 32 nạn nhân tử vong là do ngạt khí và cháy bỏng nặng.